# 1629

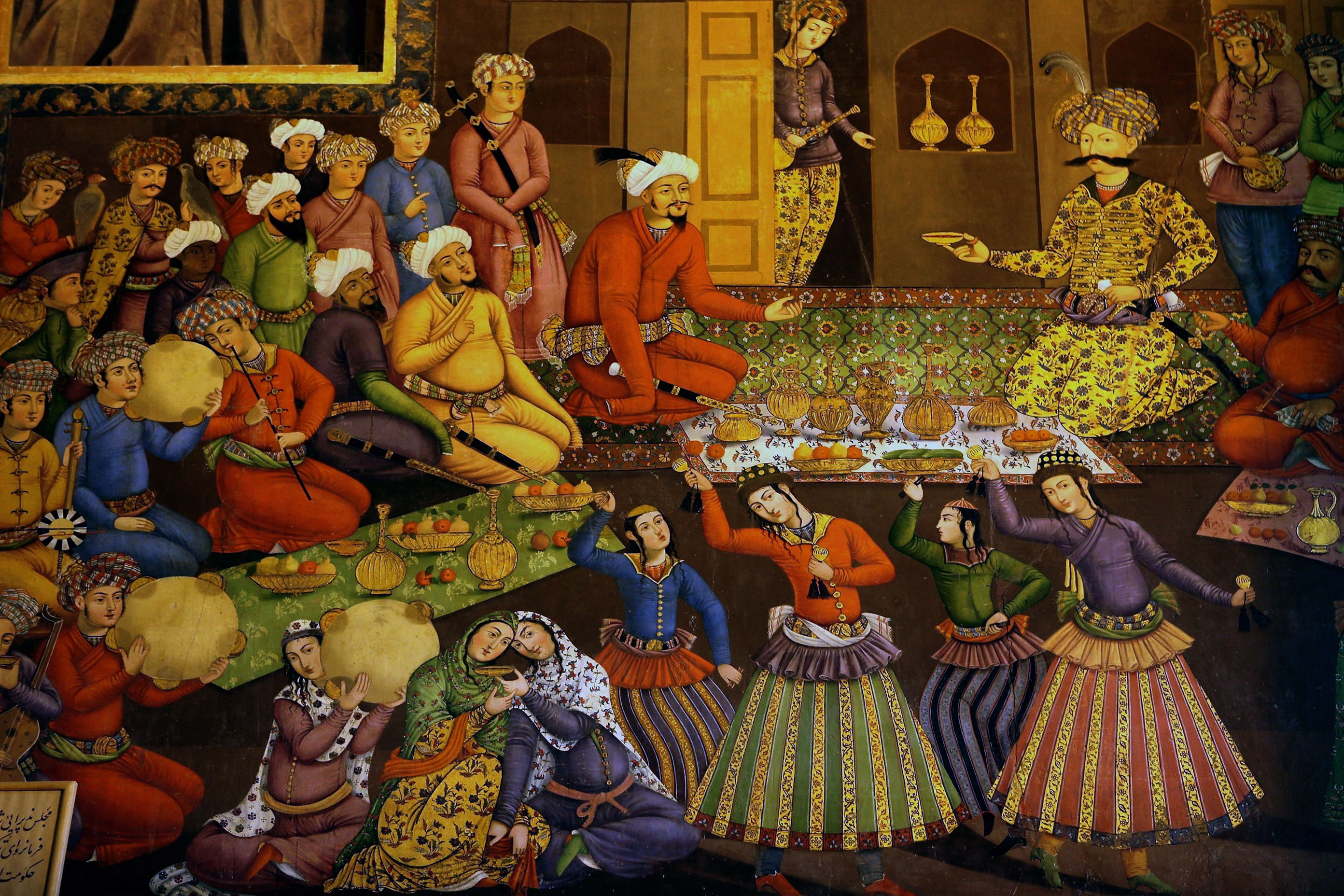
مجلس لهو وطرب وسمر في قصر الأربعون عمودًا (چهل ستون) في أصفهان، ويبدو في وسط الصُورة تقريبًا الشاه عبَّاس الأوَّل (حامل القدح) حاكم الدولة الصفوية، وعلى يساره الخان وليّ مُحمَّد الأستراخاني حاكم خانيَّة بُخارى.

## مواليد
- أليكس الأول

## وفيات
- عباس الأول (صفوي)
- كريستيان هوغنس